# وعلان حزيمي
وعلان حزيمي (الاسم العلمي:Commelina fasciculata) هو نوع من النباتات يتبع جنس الوعلان من الفصيلة الوعلانية.